# Da Good da Bad & da Ugly
Albums de Geto Boys
The Resurrection
(1996) Greatest Hits
(2002)
Da Good da Bad & da Ugly est le sixième album studio des Geto Boys, sorti le 17 novembre 1998.
À la suite de cet opus, le groupe s'est de nouveau séparé, chacun des membres désirant mener une carrière solo.
L'album s'est classé 5e au Top R&B/Hip-Hop Albums et 26e au Billboard 200.

## Liste des titres
| No  | Titre                                                   | Contient un (des) sample(s) de                                                     | Durée |
| --- | ------------------------------------------------------- | ---------------------------------------------------------------------------------- | ----- |
| 1.  | Intro                                                   |                                                                                    | 0:42  |
| 2.  | Dawn 2 Dusk (featuring Caine, DMG et Yukmouth)          |                                                                                    | 4:37  |
| 3.  | Livin' 4 the Moment (featuring DMG)                     |                                                                                    | 4:00  |
| 4.  | Niggas Ain't Doin'                                      |                                                                                    | 1:18  |
| 5.  | Eye 4 An Eye                                            | Nadia's Theme (The Young and the Restless) de Barry De Vorzon et Perry Botkin, Jr. | 5:00  |
| 6.  | B's & H's (featuring Tela)                              |                                                                                    | 4:29  |
| 7.  | Why U Playin' (featuring Doracell)                      |                                                                                    | 4:43  |
| 8.  | Like Some H's (featuring Devin)                         |                                                                                    | 4:29  |
| 9.  | I Don't Fuck with You (featuring DMG, Gotti et Outlawz) |                                                                                    | 4:46  |
| 10. | Do Yo Time (featuring Ghetto Twiinz)                    | Handclapping Song des Meters                                                       | 4:24  |
| 11. | Free                                                    | Love's Train de Con Funk Shun                                                      | 4:27  |
| 12. | Thugg Niggaz (featuring DMG et Doracell)                | The Bed's Too Big Without You de The Police                                        | 5:34  |
| 13. | They B's                                                |                                                                                    | 3:56  |
| 14. | Big Faces (featuring Gorilla Click et Yukmouth)         |                                                                                    | 4:34  |
| 15. | Gangsta (Put Me Down)                                   | Look-Alike de Bob James Pass the Dutchie de Musical Youth                          | 4:20  |
| 16. | Street Game                                             |                                                                                    | 3:44  |
| 17. | Retaliation (featuring 007, K.B. et Madd Dogg)          |                                                                                    | 3:34  |
| 18. | Gun in my Mouth (featuring Outlawz)                     |                                                                                    | 4:19  |